# GD-ROM
GD-ROM (скорочено від англ. Gigabyte Disc read-only memory) — формат оптичних дисків, розроблений компанією Yamaha для Sega. Він подібний до стандарту CD-ROM проте біти на диску впаковуються щільніше, забезпечуючи вищу ємність (приблизно 1,2 гігабайта, що майже вдвічі більше ємності типового CD-ROM).
GD-ROM був доступний як модернізація для ігрових консолей Dreamcast, Sega NAOMI і Sega NAOMI 2, бувши альтернативою картриджам. Він також використовується для Sega Chihiro і Sega/Nintendo/Namco Triforce. 
Недоліком GD-ROM є те, що через високу щільність диска GD-ROM шар даних — дуже ніжний, і невеликі плями і подряпини можуть потенційно зробити диск непридатним для читання.